# Manuel da Rocha Felício
Manuel da Rocha Felício (Mamouros, Castro Daire, 6 de Novembro de 1947) é um prelado católico português, sendo actualmente bispo emérito da Guarda desde 2024.

## Formação e vida eclesiástica
Frequentou os seminários de Fornos de Algodres e Viseu entre 1960 e 1968 e o Seminário de Cristo-Rei dos Olivais antes de ser ordenado presbítero da Diocese de Viseu em 21 de Outubro de 1973, na Igreja Matriz de Mangualde. Licenciou-se em Teologia em 1975 pela Facultade de Teologia da Universidade Católica Portuguesa (UCP), com a tese "A Infalibilidade da Igreja "in credendo" na "Lumen Gentium". Integrou a equipa sacerdotal da paróquia de Mangualde até 1988. Depois empenhou grande parte do seu tempo na vida académica e na Conferência Episcopal Portuguesa trabalhou no diálogo ecuménico e inter-religioso. Secretário da Comissão Episcopal da Doutrina da Fé desde 1990, foi vice-reitor do Seminário Maior de Viseu até 2001 e professor no pólo de Viseu da UCP e também professor auxiliar da Faculdade de Letras desta mesma universidade, onde é membro efectivo do Conselho Científico.
Foi coordenador do processo da extensão em Viseu do Instituto Universitário de Ciências Religiosas, sediado em Lisboa, e responsável do processo de filiação do Seminário Maior de Viseu na Faculdade de Teologia de Lisboa da UCP, entre 1992 e 1995, e dois anos depois tornou-se director do Instituto Superior de Teologia das dioceses da Guarda, Lamego e Viseu, que assumiu até 2001. Completou o doutoramento em Teologia em 2002 na Faculdade de Teologia da UCP com a tese "Portugal e a Definição Dogmática da Infalibilidade Pontifícia: Teologia, Magistério, Debate Público".

## Bispo

### Bispo auxiliar de Lisboa
Foi nomeado bispo auxiliar de Lisboa a 21 de Outubro de 2002 por João Paulo II, com o título de bispo-titular de Águas Flávias, juntando-se assim aos bispos auxiliares José Francisco Sanches Alves, Manuel José Macário do Nascimento Clemente, e Tomás Pedro Barbosa da Silva Nunes. A ordenação episcopal decorreu em 15 de Dezembro desse mesmo ano, na Sé de Viseu, pelos bispos António Ramos Monteiro, António dos Santos e pelo arcebispo Jorge Ferreira da Costa Ortiga. Pouco antes da cerimónia da sua ordenação, o novo bispo revelou que o reforço dos bispos no Patriarcado de Lisboa estava relacionado com a necessidade de D. Tomaz da Silva Nunes se dedicar quase exclusivamente ao cargo de secretário da Conferência Episcopal Portuguesa, na sequência da sua reeleição, em Abril de 2002. Manuel da Rocha Felício foi apresentado aos fiéis e ao clero de Lisboa e tomou posse em 22 de janeiro de 2003, solenidade de São Vicente, numa cerimónia litúrgica na Sé Patriarcal.
A nível territorial, Manuel da Rocha Felício teve a seu cargo as vigararias do Oeste da diocese, onde se incluem os concelhos de Alcobaça, Bombarral, Cadaval, Caldas da Rainha, Lourinhã, Mafra, Nazaré, Óbidos, Peniche e Torres Vedras. Na área da acção pastoral, irá acompanhar os departamentos do sector "Evangelização e Comunidade", e nos movimentos laicais a Acção Católica Rural, a Acção Católica dos Meios Independentes, as Equipas Jovens de Nossa Senhora, a Juventude Operária Católica, a Juventude Agrária Rural Católica, o Movimento de Trabalhadores Cristãos, Movimento Católico de Estudantes, o Movimento de Educadores Católicos e o Movimento Encontros Jovens Shalom.

### Bispo da Guarda
Foi nomeado bispo coadjutor da Guarda a 21 de dezembro de 2004 pelo Papa João Paulo II, tomando posse em 16 de Janeiro de 2005 para auxiliar D. António dos Santos, com problemas de saúde. Em Dezembro do mesmo ano, D. Manuel da Rocha Felício sucedeu a D. António dos Santos, após a aceitação da renúncia deste ao governo pastoral pelo Papa Bento XVI.
O Ano de 2023
O  ano de 2023 esteve para nós, como para todas as Dioceses de Portugal, muito centrado no acontecimento da Jornada Mundial da Juventude. A preparação já vinha do ano anterior, com a receção aos símbolos da mesma Jornada, mas absorveu-nos muito não apenas nos dias do programa realizado em Lisboa (1 a 6 de agosto), mas também nos dias da Jornada nas Dioceses, durante a semana anterior, em que recebemos 900 jovens vindos de várias partes do mundo.  A presença do Papa Francisco entre nós, duramente 5 dias completos, incluindo a visita de um dia que fez a Fátima, a abertura presidida pelo Patriarca de Lisboa, a encenação da Via-Sacra que continua na mente de todos nós, a Vigília já no espaço criado para o evento, a norte do Parque das Nações e sobretudo o encerramento, com o impacto da presença de um milhão e meio de jovens, são memórias que permanecem.
É de sublinhar o excelente trabalho realizado pela Fundação “Jornada Mundial da Juventude”, que não só garantiu a sustentabilidade do evento, mas deixou saldo para aplicar posteriormente nos serviços da pastoral juvenil. 
Outro acontecimento que fica ligado ao ano de 2023 foi a publicação dos resultados da investigação independente sobre os casos de abusos de menores e adultos vulneráveis cometidos por responsáveis da Igreja em Portugal, desde há 70 anos a esta parte. Para nos ajudar a lidar com situações sempre difíceis como estas, deu e continua a dar contributo notável a nossa Comissão Diocesana de Menores e Adultos Vulneráveis, procurando garantir a máxima transparência na investigação e depois na aplicação das medidas que em cada caso se impõem. 
Aproveitei a celebração do aniversário da Dedicação da Catedral para comunicar à Diocese que, em 2019, enviei ao Papa uma carta a pedir para antecipar a minha resignação e referi as razões para tal invocadas.
Carta Pastoral  - Para sermos Igreja sinodal (ano 2023-24)
1.Igreja em Sínodo 
A Igreja está em sínodo desde o ano de 2021 até ao Ano de 2024, com a realização de dois sínodos sobre a sinodalidade, um durante este ano de 2023 e outro no próximo ano de 2024. Isto, depois da auscultação feita a todo o Povo de Deus até agosto do ano passado, na qual também participou a Diocese da Guarda, cujo relatório final foi apresentado em maio de 2022.
A caminhada sinodal da Igreja tem como grande objetivo o de todos com todos, em escuta mútua, ouvirmos a voz do Espírito para identificar os caminhos que Ele nos aponta. Como insistentemente nos tem lembrado o Papa Francisco, sobretudo desde o ano de 2015, ano da celebração dos 50 anos passados sobre a instituição do Sínodo dos Bispos pelo Papa Paulo VI, em 1965, a Igreja do séc. XXI tem de ser prioritariamente uma Igreja sinodal. 
Então, que pretende a caminhada sinodal da Igreja? Essencialmente pretende descobrir o que o Espírito quer dizer às comunidades e aos fiéis. Isto porque, de facto, o Espírito é o primeiro e grande protagonista da vida da Igreja. E a nós pertence-nos identificar a sua vontade e as suas orientações. Como, a propósito, refere o Documento Preparatório elaborado pelo Secretariado Geral do Sínodo, em outubro de 2021, “uma questão de fundo se nos coloca e nos guia – como caminhar em conjunto para anunciar o Evangelho e que passos o Espírito nos convida a dar para crescermos como Igreja sinodal?” (n.2). 
Sendo assim, compreende-se que a primeira atitude necessária para caminharmos rumo a uma Igreja sinodal seja a conversão ao Espírito Santo para dele recebermos o autêntico espírito da sinodalidade. Ele é o verdadeiro ator, que age e opera em nós, na Igreja e no mundo, convicção esta que o Papa não se cansa de transmitir, pois, segundo ele, o Espírito fala, guia, surpreende, liberta e salva (cf. seu discurso sobre o início do processo sinodal, 9.10.2019). 
Por isso, fazer sínodo ou estar em sínodo assenta na descoberta de que o Espírito é para nós surpresa constante, apontando percursos e linguagens sempre novos (cfr. Homilia do Papa Francisco na abertura do Sínodo sobre a sinodalidade – 10/10/2021) 
2.Como discernir a voz do Espírito? 
Esta tem de ser a nossa preocupação primeira - identificar, discernir o que o Espírito diz às Igrejas e aos seus fiéis. O caminho deste discernimento pede, em primeiro lugar, um espírito desperto e permanentemente atento aos sinais de Deus e do Seu Espírito, venham eles de onde vierem, seja de dentro ou de fora da Igreja. Por sua vez, o silêncio e a oração são também determinantes para conseguirmos o mesmo objetivo. 
Depois, impõe-se levar a sério o princípio de que Deus e o Seu Espírito nos falam sempre por mediações humanas e os Seus mediadores somos nós uns para os outros. Daí a importância de sabermos cultivar as atitudes da escuta e do diálogo. De facto, precisamos todos de saber progredir na prática do diálogo e na virtude da escuta ativa e interessada, chamando-se-lhe diz assim, porque cada um deve procurar compreender bem o que o interlocutor quer dizer para, em resposta, lhe dar o seu melhor contributo, sempre com a preocupação do discernimento sobre o que o Espírito nos quer dizer. Há, de facto, uma relação direta entre a escuta mútua e a escuta do Espírito (cfr. Discurso na comemoração do 50º aniversário da instituição do Sínodo dos Bispos, em 17.10.2015). 
Este não é um trabalho fácil, como para tal nos chama a atenção o Documento de Trabalho da Etapa Continental - Alarga a tua Tenda, que, depois de recomendar a escuta atenta e acolhedora, sublinha a dificuldade de sabermos escutar em profundidade e de nos deixarmos transformar por esta escuta (cfr. n.os 33-34).
3.Da escuta ao discernimento 
Depois de escutarmos é necessário interiorizar o que ouvimos, fazendo discernimento sobre o que o Espírito nos quer dizer, no santuário da nossa consciência. E o caminho para lá chegarmos já não assenta tanto em argumentos e discussões, mas sim, no sentir especial que o mesmo Espírito em nós infunde, ou seja, o sentido da Fé e o sentido dos fiéis (sensus fidei e sensus fidelium). Isto é o que também se chama discernimento dos espíritos, para, de facto, sabermos sentir o que é bom e distingui-lo do seu contrário. Desta forma, o caminho sinodal exige que cada um de nós entre no santuário da sua consciência, o seu interior mais fundo.
É por isso que os diálogos sinodais se devem desenrolar sempre em espírito de oração, cultivando equilibradamente tanto o silêncio como o uso da palavra. E o nosso progresso para uma Igreja sinodal exige esta atitude de silêncio e interioridade, sabendo nós que o motor desse progresso é sempre o Espírito Santo. 
4.Instrumentos ao serviço da prática da sinodalidade 
Na vida da Igreja, o líder máximo é sempre o Espírito Santo, que, embora invisível, é a fonte última do poder confiado à mesma Igreja e particularmente à Hierarquia, pertencendo-nos a nós identificar e seguir as suas orientações. Na realidade, a Hierarquia, naqueles que a representam pelo sacramento da Ordem, e também os fiéis em geral, enquanto portadores do sentido da Fé (sensus fidei), deixam de ser os decisores últimos para tomarem sempre as suas decisões em obediência ao Espírito Santo, que, como dissemos, se manifesta sempre através de mediadores. Daí a necessidade de promovermos o diálogo e a escuta entre nós, o que constitui, de facto, um dos défices identificados no Relatório Sinodal da Diocese da Guarda, de 29.5.2022, quando diz, no nº 28, que “O diálogo é uma palavra mais repetida do que praticada, tanto na Diocese como nas Paróquias, onde há poucas estruturas de diálogo acionadas”. Para superarmos este défice, são muito importantes e decisivos os instrumentos de sinodalidade que o próprio Direito prevê e recomenda, sobretudo os que têm implicações diretas na nossa ação pastoral, como são o Conselho Presbiteral, o Conselho Pastoral Diocesano, os conselhos pastorais paroquiais e interparoquiais e os arciprestais. Para estes importantes instrumentos de sinodalidade, como são os conselhos pastorais paroquiais, interparoquiais e os arciprestais, assim como para o Conselho Pastoral Diocesano e o Conselho Presbiteral queremos voltar a nossa especial atenção, nos próximos tempos, com o objetivo de progredir rumo à desejada Igreja sinodal.
O deficiente uso destes instrumentos constitui outra chamada de atenção do Relatório Sinodal da Diocese da Guarda já anteriormente citado, ao dizer, no nº 28, que, “nas Paróquias, os conselhos pastorais quase não existem” e ao recomendar, no nº 48, § 12º, a criação de “espaços de comunhão e sinodalidade, tais como grupos de diálogo e fóruns abertos, assembleias de fiéis, dando continuidade ao processo sinodal agora iniciado”. 
Diante deste diagnóstico, que é feito à nossa prática pastoral comum, sobretudo nas paróquias e conjuntos de paróquias, nos arciprestados como também em outras instâncias, incluindo os organismos diocesanos, propomo-nos, para os próximos tempos:
1.    Que cada Pároco tenha constituído o seu conselho paroquial ou interparoquial e o reúna regularmente, como também a sua equipa pastoral que, com ele, seja o executivo das iniciativas pastorais.
2.    Que cada arciprestado, sob orientação do arcipreste, tenha constituído o seu Conselho Pastoral Arciprestal e que este reúna regularmente;
3.    Que seja dada formação, por arciprestado, aos Conselhos Paroquiais para os Assuntos Económicos e que se avalie o seu funcionamento, face à legislação canónica geral e diocesana;
4.    Que ao Conselho Presbiteral e ao Conselho Pastoral Diocesano sejam reportadas as iniciativas tomadas nestes vários âmbitos e que neles se vá fazendo a avaliação dos procedimentos em curso, com possibilidade de dar indicações para corrigir trajetórias.
Pedimos, agora, a luz e a força do Espírito Santo para podermos cumprir o desiderato expresso no Relatório Sinodal da Diocese da Guarda, já referido, de “promover a participação laical e a corresponsabilidade eclesial, com a criação e valorização de espaços de encontro e diálogo, ao nível da Diocese e das Paróquias, e o progresso para a dimensão deliberativa” (no 48, § 4º). 
Guarda, 01.09.2023

## Obras publicadas
Entre os trabalhos já publicados, contam-se "Ecumenismo. In Historia Religiosa de Portugal: Dicionário Temático" (Círculo de Leitores, 2000), "Universidade Católica Portuguesa - Projecto com Identidade. Para uma leitura crítica dos seus estatutos" (1998), "Diálogo Ecuménico em Portugal. Elementos para a sua história" (1997), e "Para um Modelo Cristão de Desenvolvimento" (1992).